# Lewis Edgar Wehmeyer
Lewis Edgar Wehmeyer, född 1897, död 1971 var en amerikansk professor i mykologi verksam vid avdelningen för botanik vid universitetet i Michigan åren 1928–1968. Wehmeyer beskrev en mängd svampar och hans botaniska auktorsförkortning är Wehm.